# Вотчтауер (Нью-Йорк)
Вотчтауер (англ. Watchtower) — переписна місцевість (CDP) в США, в окрузі Ольстер штату Нью-Йорк. Населення — 1709 осіб (2020).

## Географія
Вотчтауер розташований за координатами 41°38′13″ пн. ш. 74°15′48″ зх. д. / 41.63694° пн. ш. 74.26333° зх. д. (41.637060, -74.263278).  За даними Бюро перепису населення США в 2010 році переписна місцевість мала площу 2,01 км², уся площа — суходіл.

## Демографія
Згідно з переписом 2010 року, у переписній місцевості мешкала 2381 особа в 0 домогосподарствах у складі 0 родин. Густота населення становила 1183 особи/км².  Було 1 помешкання (0/км²).
Расовий склад населення:
| - 80,8 % — білих - 10,4 % — чорних або афроамериканців - 5,5 % — азіатів - 2,1 % — осіб інших рас |

До двох чи більше рас належало 1,1 %. Частка іспаномовних становила 11,4 % від усіх жителів.
За віковим діапазоном населення розподілялося таким чином: 0,7 % — особи молодші 18 років, 91,7 % — особи у віці 18—64 років, 7,6 % — особи у віці 65 років та старші. Медіана віку мешканця становила 32,4 року. На 100 осіб жіночої статі у переписній місцевості припадало 183,5 чоловіків;  на 100 жінок у віці від 18 років та старших — 187,2 чоловіків також старших 18 років.
Цивільне працевлаштоване населення становило 309 осіб. Основні галузі зайнятості: освіта, охорона здоров'я та соціальна допомога — 12,6 %, інформація — 9,4 %, виробництво — 6,5 %.